# Светилище Гарванов камък (Старосел)
Скалното светилище при връх Гарванов камък се намира западно от Тракийския култов център Старосел край едноименното село. Около култовото място се наблюдават много фрагменти от керамични предмети, но обекта не е археологически проучван.

## Описание и особености
Според българският археолог д-р Георги Китов светилището на връх Гарванов камък е принадлежало към древнотракийския култов център Старосел, който е разположен върху площ с неправилна форма и диаметър около 10 km като включва и скалните светилища – Уйов камик (уникален фалосовиден менхир разрушен от иманяри) , Мегалитно светилище Момини гърди, Пейчова могила, светилището на връх Кози грамади и няколко десетки могилни насипа, изградени върху свещени хълмове.
През късножелязната епоха в околностите на днешното с. Старосел е разположен селищен микрорайон, чиято приблизителна площ е 30 кв. км. Границите му са очертани на географски принцип и концентрацията
на археологически паметници. На запад той граничи до масива на Панина могила до Маньов дол; на север – връх Калето и м. Каменица; на юг – Гарванов камък и Рошавата могила; на изток – долината на р. Кошовица.
Днес тази територия е известна на археологическата карта на България благодарениена проучения „Тракийски култов център“, чието средищно място заема най-големия в Югоизточна Европа тракийски подмогилен
храм в Четиньова могила. Връзката между обектите в района на връх Кози грамади и тези, разположени в землището на с. Старосел, са паметниците локализирани в местностите Брезина поляна и тези, разположени около туристически комплекс Бяло камъне. Така например вече е доказано наличието на пътна връзка между подмогилните храмовете и гробници от двете страни на Стара река, скалните светилища на Каменица и Марков камък със светилище и резиденцията на връх Кози грамади.

## Градски легенди
Според разкази на местните жители отпреди 1990 г. Българската Армия е ползвала за върха за мишена в бойно учение и той е бил сринат. Според разказите, Гарванов камък е бил обстрелван от полигон в близост до местния язовир. Версията за артилерийския обстрел обаче не е потвърдена от никой официален източник като МО или МС. Поради непосредствената близост на селата Старосел и Старо Железаре, организирането на подобни военни учения е много рисковано. На самия връх няма следи от артилерийски взривове, но има следи от разрушителна работа. Много е вероятно на върха да е извършен един-единствен взрив, в началото на 80-те години на XX в., като съзнателно е пуснат слух за артилерийска мишена.